# Fischerbach
Fischerbach – miejscowość i gmina w Niemczech, w kraju związkowym Badenia-Wirtembergia, w rejencji Fryburg, w regionie Südlicher Oberrhein, w powiecie Ortenau, wchodzi w skład wspólnoty administracyjnej Haslach im Kinzigtal. Leży w Schwarzwaldzie, ok. 23 km na południowy wschód od Offenburga. Najwyższym wzniesieniem gminy jest Brandenkopf.